# Cnemidophyllum granti
Cnemidophyllum granti är en insektsart som beskrevs av Emsley 1970. Cnemidophyllum granti ingår i släktet Cnemidophyllum och familjen vårtbitare. Inga underarter finns listade i Catalogue of Life.